# Etna (Kalifornija)
Etna je grad u američkoj saveznoj državi Kalifornija. Prema popisu stanovništva iz 2010. u njemu je živjelo 737 stanovnika.